# 斯克維拉區

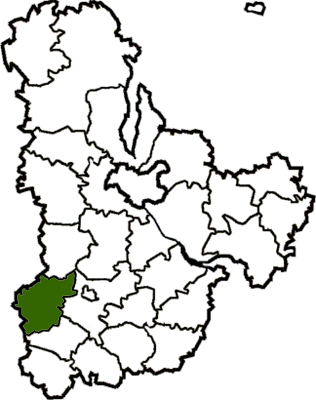
废除前斯克維拉區在基辅州的位置

斯克維拉區（烏克蘭語：Сквирський район），曾是烏克蘭的一個區，位於該國中北部，由基輔州負責管轄，首府設於斯克維拉，面積980平方公里，2015年人口37,688，人口密度每平方公里38.5人。
该区在2020年7月18日的乌克兰行政区划改革中被撤销，改革后基辅州下分为7个区。